# Decanato de Agronomía de la Universidad Centroccidental Lisandro Alvarado
El Decanato de Agronomía de la Universidad Centroccidental Lisandro Alvarado, conocido regionalmente como Decanato de Agronomía (DAUCLA), es uno de los Decanatos o Facultades de la Universidad Centroccidental Lisandro Alvarado. Su sede principal se encuentra ubicada en el Núcleo Héctor Ochoa, en la ciudad de Cabudare (Venezuela); y dos de sus programas académicos fuera de este núcleo.

## Historia

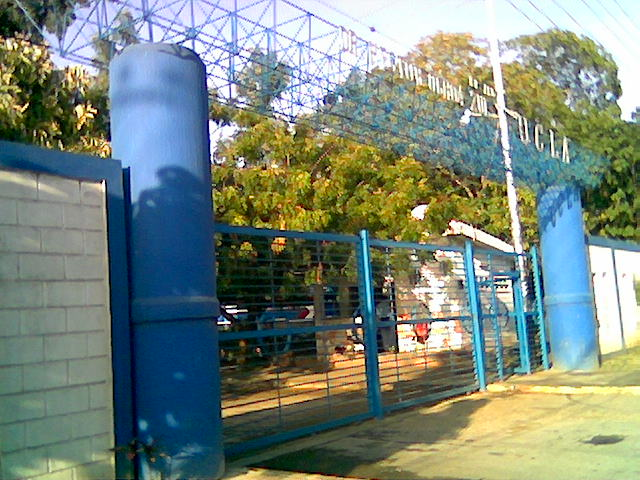
Entrada Antigua al Núcleo sede.

En el momento de fundación de esta universidad (cuyo nombre original era CEDES), el 22 de septiembre de 1962, el decanato era el denominado "Curso Básico Para Agronomía y Veterinaria", y el 3 de febrero de 1964 se inauguró la "Escuela de Agronomía".
El Decanato de Agronomía inició las actividades de Ingeniería Agronómica en el antiguo hotel Nueva Segovia. Las clases comenzaron un tres de febrero de 1964 con una matrícula estudiantil de 80 participantes. Esta dependencia incrementó su oferta académica con la creación de dos carreras técnicas: la tecnicatura superior agroíndustrial, en el núcleo Argimiro Bracamonte, en la población de El Tocuyo y la de ingeniería agroindustrial.
En 1986, por iniciativa del rector de la UCLA Ricardo García de Longoria, se establecó por decreto la selección de los directores de las escuelas por votaciones directas de los docentes e investigadores. En 1992 dejó de ser llamada Escuela de Agronomía pare ser y pasó a ser Decanato de Agronomía.
El decanato mantiene proyectos y propuestas investigativas de diversa índole. También se ejecutan proyectos de extensión en los diferentes municipios del estado Lara, que ofrecen soluciones a problemas puntuales en las áreas agrícolas. Cómo el Proyecto de Programa de Desarrollo Lechero (PIDEL),y otros desarrollados en algunos centros de investigación bajo su control como el Instituto de la Uva, la Estación de Piscicultura y la Estación Experimental del Semiárido "San Francisco".
Por medio de la Estación de Piscicultura se han realizado proyectos para promover la actividad en sectores rurales. Debido a su importancia en la zona, la estación fue declarada Patrimonio Científico Cultural del municipio Peña del estado Yaracuy. El decanato cuenta con la revista Bioagro, que periódicamente informa de varios de los proyectos en los que participa. La revista es distribuida en los centros de investigación públicos de materia agrícola y en todas las bibliotecas de educación superior que cuentan con carreras relacionadas con la agricultura; también se distribuye en centros de investigación y universidades de países de Latinoamérica y de Canadá, España y Estados Unidos.

## Núcleos

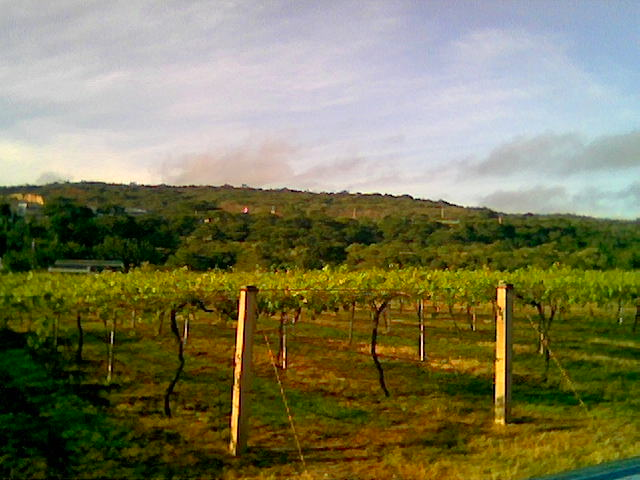
Viñedo en el Núcleo Tarabana Decanato.

El Decanato de Agronomía cuenta con múltiples núcleos, entre ellos:
- Núcleo Tarabana: Se ubica en Cabudare, Redoma de Agua Viva. Allí se encuentra la administración del Decanato, el programa de Formación de Ingeniería Agronómica, y la estación del Instituto de la Uva. Además, cuenta con la compañía del programa de Formación de Ciencias Veterinarias.[3]
- Núcleo Obelisco: Se encuentra en el sector El Obelisco de Barquisimeto, técnicamente está ubicado en la sede del Decanato de Ciencias y Tecnología (de la UCLA); aquí se imparte el programa de Formación de Ingeniería Agroindustrial.[3]
- Núcleo El Tocuyo.
- Estación de Piscicultura, en Yaritagua Edo. Yaracuy. Ubicada en el sector Guaremal.[3][7]

## Estudiantes
El Decanato de Agronomía de la UCLA se ha caracterizado por llevar el liderazgo en las reivindicaciones estudiantiles, saliendo a las calles cuando los estudiantes lo deciden. En 1991, este Decanato no tenía comedor, lo que causaba molestia entre el estudiantado. Luego de reuniones y discusiones del movimiento estudiantil, decidieron salir a protestar a la calle un 28 de noviembre de 1991; la protesta terminó siendo reprimida por la policía, y tuvo como resultado la muerte del estudiante Héctor José Guzmán,

## Departamentos
- Departamento Planificación y Desarrollo Curricular
- Departamento Fitotecnia
- Departamento Ciencias Biológicas
- Departamento Ciencias Sociales
- Departamento Química y Suelos
- Departamento Procesos Agroindustriales
- Producción Animal
- Instituto de la Uva.[7]
- Departamento De Ingeniería Agrícola

## Programas académicos

### Programas de pregrado
En el decanato existen tres carreras de pregrado:: Ingeniería Agronómica: Es dictado en el Núcleo Tarabana, Ingeniería Agroindustrial: en el Núcleo del Obelisco,
y Técnico Superior Agroindustrial: en el Núcleo El Tocuyo.

### Programas de Postgrado
- Maestría en Fitopatología.[7]
- Maestría en Horticultura.[7]

El 27 de julio de 2011 se creó por decisión del Consejo Universitario el Doctorado en Ciencias Agrarias previsto a iniciar actividades en octubre del 2012.